# Afilia
Afilia is een geslacht van vlinders van de familie tandvlinders (Notodontidae).

## Soorten
- A. cinerea Schaus, 1901
- A. oslari Dyar, 1904
- A. purulha Schaus, 1928
- A. venadia Schaus, 1928